# Détachement d'armée B (Empire allemand)
Le détachement d'armée B (à l'origine groupe d'armées Gaede, à partir de novembre 1914 , détachement d'armée Gaede) est l'un des trois détachements d'armée de l'armée allemande sur le front occidental pendant la Première Guerre mondiale, créé en 1914 pour protéger la Terre d'Empire d'Alsace-Lorraine. Il tient le front en Haute-Alsace dans la guerre des tranchées et existe jusqu'en décembre 1918.

## Histoire
Lors de la mobilisation pour la Première Guerre mondiale en août 1914, la 5e inspection d'armée, située à Karlsruhe, devient la 7e armée convertie sous le commandement de Josias von Heeringen et le 14e corps d'armée badois est subordonné à l'armée avec le 15e corps d'armée et le 14e corps de réserve. Le général prussien Hans Gaede, en retraite depuis 1907 et résidant à Fribourg, est nommé commandant du commandement général adjoint du 14e corps d'armée nouvellement créé et exerce le commandement en Haute-Alsace.
Le groupe d'armées "Gaede" est créé à la mi-août en tant que regroupement provisoire des éléments de troupes engagés pour couvrir le Rhin supérieur, essentiellement trois brigades de Landwehr. Lors de la bataille de Lorraine, ils couvrent le flanc sud de l'armée allemande jusqu'à la frontière suisse contre l'armée française d'Alsace. Après l'échec du plan Schlieffen à la bataille de la Marne, le 7e armée est entièrement retirée d'Alsace-Lorraine et relocalisée dans l'Aisne. Le 19 septembre, le groupe d'armée Gaede reçoit le nouveau nom de "Détachement d'armée Gaede". Sa zone de combat principale est le sud des Vosges, dont les sommets et les cols donnent toujours lieu à d'âpres combats, comme le Hartmannswillerkopf, et les abords de Mulhouse, par exemple sur la ligne Altkirch-Thann. Au nord, il rejoint la détachement d'armée Falkenhausen formée à peu près à la même époque sous le commandement du général Ludwig von Falkenhausen. En décembre 1914, Gaede est placé sous la direction de Falkenhausen pour les questions tactiques et opérationnelles, ce qui est annulé en août 1915.
Gaede est remplacé par le général Erich von Gündell en septembre 1916 en raison d'une grave maladie et le détachement d'armée est rebaptisé "Détachement d'armée B". En mars 1917, dans le cadre de la réorganisation du front occidental, il est placé sous le commandement du groupe d'armées duc Albert. En 1917, le détachement d'armée compte huit divisions d'infanterie et une division de cavalerie sur le front. Il a également des lignes de défense arrière bien développées. Après l'armistice de Compiègne en novembre 1918, l'Alsace est évacuée et le 23 décembre, le détachement d'armée est dissout.

### Commandant suprême
- Hans Gaede - à partir d'août 1914
- Erich von Gündell – à partir du 3 septembre 1916

### Chefs d'état-major
- Wilhelm von Wolff – à partir du 19 Septembre 1914
- Bernhard Bronsart von Schellendorff – à partir du 6 janvier 1915
- Hans Hesse – à partir du 6 mai 1915
- Theodor Renner – à partir du 8 septembre 1916
- Hermann Drechsel – à partir du 23 avril 1917